# 真福寺 (奈良市)
真福寺（しんぷくじ）は、奈良県奈良市にある高野山真言宗の寺院。山号は尾勝山。本尊は地蔵菩薩。

## 歴史
治承2年（1178年）に創立したと伝えられる。